# Itamar Vian
Itamar Navildo Vian, OFMCap (Roca Sales, 27 de agosto de 1940), capuchinho, bispo católico, Arcebispo Emérito de Feira de Santana.

## Atividades antes do episcopado
Diretor de Estudantes de Filosofia em Ijuí e Pelotas (1969-1975); professor de Psicologia e Meios de Comunicação Social na Faculdade de Ijuí, em 1969. Na Universidade Católica de Pelotas foi o Decano do Centro de Educação e Ciências do Homem e Coordenador do Departamento de Psicologia e Antropologia, de 1970 a 1975. Foi Definidor da Província dos Frades Capuchinhos do Rio Grande do Sul, entre os anos de 1976 a 1984.

## Atividades durante o episcopado
De 1984 a 1995 foi Bispo de Barra; Bispo de Feira de Santana, de 1995 a 2001; primeiro Arcebispo Metropolitano de Feira de Santana, em 2002. No dia 18 de novembro de 2015 o Papa Francisco aceita a sua renuncia para a Arquidiocese de Feira de Santana tornando-se Arcebispo Emérito, sendo seu sucessor Dom Zanoni Demettino de Castro.